# Kateřina Siniaková
Kateřina Siniaková (Hradec Králové, 10 de maio de 1996) é uma tenista profissional tcheca e ex-número 1 do mundo em duplas.
Siniaková é sete vezes campeã do Grand Slam em duplas femininas, ao lado da compatriota tcheca Barbora Krejčíková, tendo completado a campanha do Super Slam na disciplina. A dupla também terminou como vice-campeã no Australian Open de 2021, e Siniaková chegou à final do US Open de 2017 com Lucie Hradecká. Ela se tornou a número 1 do mundo pela primeira vez em outubro de 2018 e manteve o primeiro lugar no ranking por um total de 94 semanas, o oitavo maior total desde o início do ranking de duplas da WTA. Siniaková ganhou 22 títulos de duplas no WTA Tour, incluindo o WTA Finals de 2021 e três no nível WTA 1000.
Em simples, Siniaková alcançou a classificação mais alta de sua carreira, número 31 do mundo, em outubro de 2018, e ganhou quatro títulos WTA, no Aberto de Shenzhen e no Aberto da Suécia em 2017, no Aberto da Eslovênia em 2022 e no Bad Homburg Open em 2023. Seu melhor resultado de simples em torneio Major foi no Aberto da França de 2019, derrotando a número 1 do mundo e campeã do US Open e do Australian Open, Naomi Osaka, a caminho da quarta rodada; ela também alcançou a terceira rodada em sete outros torneios Major.
Siniaková fez parte da seleção tcheca que venceu a Fed Cup de 2018 e também conquistou o ouro em duplas nas Olimpíadas de Tóquio de 2020, ao lado de Krejčíková.
Também conquistou o torneio de duplas femininas no Aberto da França de 2021 ao lado de Barbora Krejčíková, derrotando a Bethanie Mattek-Sands e Iga Swiatek na final por 2–0 em sets (6-4 e 6-2).

## Vida pessoal e antecedentes
Siniaková nasceu de mãe tcheca, Hana, uma contadora, e de pai russo, Dmitry, ex-boxeador e seu treinador. Seu irmão mais novo, Daniel (nascido em 2003), também é tenista profissional. Desde a quarentena do COVID-19 no Australian Open de 2021, Siniaková está namorando o tenista tcheco  Tomáš Macháč.

## Carreira júnior
Siniaková foi classificada como a segunda tenista júnior do mundo em dezembro de 2012. Com a também tcheca Barbora Krejčíková, ela conquistou títulos de duplas femininas no Aberto da França, em Wimbledon e no US Open em 2013.

## Carreira profissional

### 2012–14: Estreia e primeiro título de duplas do WTA Tour
Siniaková começou a jogar no Circuito Feminino da ITF na República Tcheca em junho de 2012. Lá, em uma competição de duplas, ela ganhou seu primeiro título da ITF. Ela então fez um grande progresso em 2013. Ela começou fora do top 1000 em simples e duplas, mas terminou o ano entre o top 200 em simples e o top 300 em duplas. Em março de 2013, ela ganhou seu primeiro título de simples da ITF no torneio de Frauenfeld de US$ 10k, derrotando Kathinka von Deichmann [en] em três sets. Duas semanas depois, Siniaková estreou no WTA Tour na chave da qualificatória do Miami Open. Ela passou pela qualificatória derrotando Mandy Minella e Alexa Glatch [en], mas depois perdeu um jogo de três sets com Garbiñe Muguruza na primeira rodada da chave principal.
Em novembro de 2013, ela alcançou sua primeira final na ITF no evento de US$ 75k em Xarm el-Xeikh nas duplas, mas perdeu ao lado de Anna Morgina [en].
No Australian Open de 2014, ela fez sua estreia em torneio Major, depois de passar pela qualificatória, mas perdeu para Zarina Diyas na primeira rodada da chave principal. Em julho de 2014, ela venceu sua primeira partida no WTA Tour na Istambul Cup, derrotando Julia Glushko na primeira rodada. Logo depois disso, ela alcançou sua primeira final de duplas da WTA no Silicon Valley Classic ao lado de Paula Kania, mas perderam para a dupla de Garbiñe Muguruza e Carla Suárez Navarro. Ela então deu um passo além, ganhando seu primeiro título de duplas da WTA no Tashkent Open, ao lado de Aleksandra Krunić. Logo depois disso, ela fez sua estreia no top 100 em duplas. Em outubro de 2014, ela alcançou as semifinais de simples da Kremlin Cup de nível Premier, mas perdeu a partida contra Anastasia Pavlyuchenkova. Isso a levou ao top 100 em simples e, uma semana depois, ela ganhou o título no torneio de US$ 50k Open Nantes Atlantique derrotando Ons Jabeur. Terminou o ano com mais um título de duplas no Open de Limoges, ao lado de Renata Voráčová.

### 2015–16: Top 50 em simples e duplas
No Australian Open, Siniaková conquistou sua primeira vitória em Grand Slam nas simples, derrotando Elena Vesnina na primeira rodada. Na rodada seguinte, perdeu para Irina-Camelia Begu. Em março de 2015, ela venceu sua primeira partida em um WTA 1000 no torneio Premier Mandatory Indian Wells Open, derrotando outra jogadora russa, Evgeniya Rodina. Em maio de 2015, teve boas atuações, chegando à semifinal de simples e conquistando o título de duplas com Belinda Bencic no Aberto de Praga. No entanto, depois de uma campanha até a terceira rodada do Aberto da França ao lado de Bencic, ela alcançou o top 50. Em junho de 2015, ela alcançou as quartas de final do Birmingham Classic de nível Premier. No final do ano, ela estava se destacando mais nas duplas, chegando à final do Aberto de Tashkent e à semifinal da Kremlin Cup, de nível Premier.
Siniaková começou devagar na temporada de 2016, mas depois brilhou no Aberto da França, onde chegou às semifinais em duplas ao lado de Barbora Krejčíková. Então, em Wimbledon, ela alcançou sua primeira terceira rodada em Grand Slam de simples, depois de derrotar Pauline Parmentier e a 30ª cabeça de chave Caroline Garcia antes de ser derrotada pela ex-número 2 do mundo, Agnieszka Radwańska. Os resultados melhoraram ainda mais em julho, quando ela alcançou sua primeira final de simples da WTA em Båstad, no Aberto da Suécia. Ela perdeu a final para Laura Siegemund. Mas então ela avançou para as quartas de final de duplas do US Open, ao lado de Krejčíková. Ela seguiu com outra final de simples da WTA no Japan Women's Open em Tóquio, mas perdeu para Christina McHale. No final de outubro, após uma derrota na primeira rodada da Kremlin Cup, ela fez sua estreia entre as 50 primeiras em simples.

### 2023: Australian Open de duplas e quarto título de simples
Siniaková começou a temporada no Adelaide International 1, onde não conseguiu passar pela qualificatória em simples, mas em dupla com Storm Hunter para chegar à final, na qual foram derrotados por Taylor Townsend e Asia Muhammed [en]. No Australian Open, em parceria com Barbora Krejcíková nas duplas femininas, elas venceram sua 24ª partida consecutiva em Major e seu sétimo título de Grand Slam de duplas e, pela primeira vez, defendeu um título Major. Com esta vitória, Siniaková manteve o primeiro lugar no ranking mundial de duplas.
Ela alcançou sua segunda final no Bad Homburg Open e oito finais de simples do WTA Tour no geral, derrotando a segunda cabeça de chave Liudmila Samsonova e  Emma Navarro no mesmo dia. Por fim, conquistou seu quarto título de simples ao derrotar Lucia Bronzetti, em dois sets na final. Em Wimbledon, perdeu na segunda rodada para Lesia Tsurenko em sets diretos e não passou da primeira rodada no Aberto de Varsóvia.
De volta às quadras duras na América do norte, Siniaková também não passou da primeira rodada em Montreal, Cincinnati, Cleveland, US Open e na qualificatória para San Diego.
Na temporada asiática, Siniaková chegou às quartas de final no Ningbo Open onde perdeu para Nadia Podoroska em sets diretos, e na sequência, perdeu na primeira rodada do Aberto da China. No torneio seguinte, o Hong Kong Tennis Open ela chegou à final, jogo que perdeu para Leylah Fernandez em uma disputa equilibrada de três sets. Ela melhorou ainda mais seu desempenho ganhando o torneio seguinte, o Jiangxi Open vencendo a compatriota Marie Bouzková na final mais longa da temporada, em três horas e 33 minutos.

### 2024
Siniaková teve um início de temporada discreto. Participou do Brisbane International no qual perdeu para Sloane Stephens na primeira rodada em sets diretos. Logo depois, participou do Adelaide International no qual, depois de passar pela qualificatória sem perder nenhum set, venceu Karolina Pliskova na primeira rodada da chave principal em sets diretos e perdeu para a também vinda da qualificatória, Anastasia Pavlyuchenkova na segunda em jogo de três sets. Depois disso, partiu para o Australian Open, no qual na chave de simples, venceu  Jaqueline Cristian na primeira rodada em sets diretos mas perdeu para Viktorija Golubic na segunda em jogo de três sets. Na chave de duplas, com sua parceira Storm Hunter chegaram à semifinal, que perderam para a dupla Hsieh Su-wei / Elise Mertens em jogo de três sets.
Prosseguindo sua campanha em quadras duras, agora na Europa, Siniaková participou do Upper Austria Ladies Linz, onde venceu a "cabeça de chave" N° 8 Petra Martić na primeira rodada em jogo de três sets e perdeu para Clara Burel na segunda também em jogo de três sets. No giro do Oriente Médio, Siniaková participou do Qatar Open onde chegou às oitavas de final e do Dubai Championships onde ficou na primeira rodada. No giro americano, Siniaková não passou da segunda rodada em San Diego e o mesmo aconteceu tanto em Indian Wells quanto em Miami.
Siniaková iniciou a temporada em quadras de saibro no Aberto de Madri no qual perdeu na primeira rodada. Com isso, decidiu participar de um torneio de nível menor, o Catalonia Open, no qual, como cabeça de chave N° 2, chegou à final contra Mayar Sherif, partida que acabou vencendo em jogo de três sets, ficando com o título. No Aberto de Roma, ela venceu a "wild card" local, Nuria Brancaccio [en] na primeira rodada, mas perdeu na segunda para a cabeça de chave N° 27, Elise Mertens, ambos os jogos em sets diretos. Em seguida, no Internationaux de Strasbourg, passou por Yulia Putintseva na primeira rodada em sets diretos, mas perdeu para a cabeça de chave N° 3, Danielle Collins na segunda, também em sets diretos. Já no Aberto da França, venceu a "lucky loser" da qualificatória, Dalma Gálfi, na primeira rodada em sets diretos, mas perdeu na segunda para a "wild card" local, Chloé Paquet, em jogo de três sets.

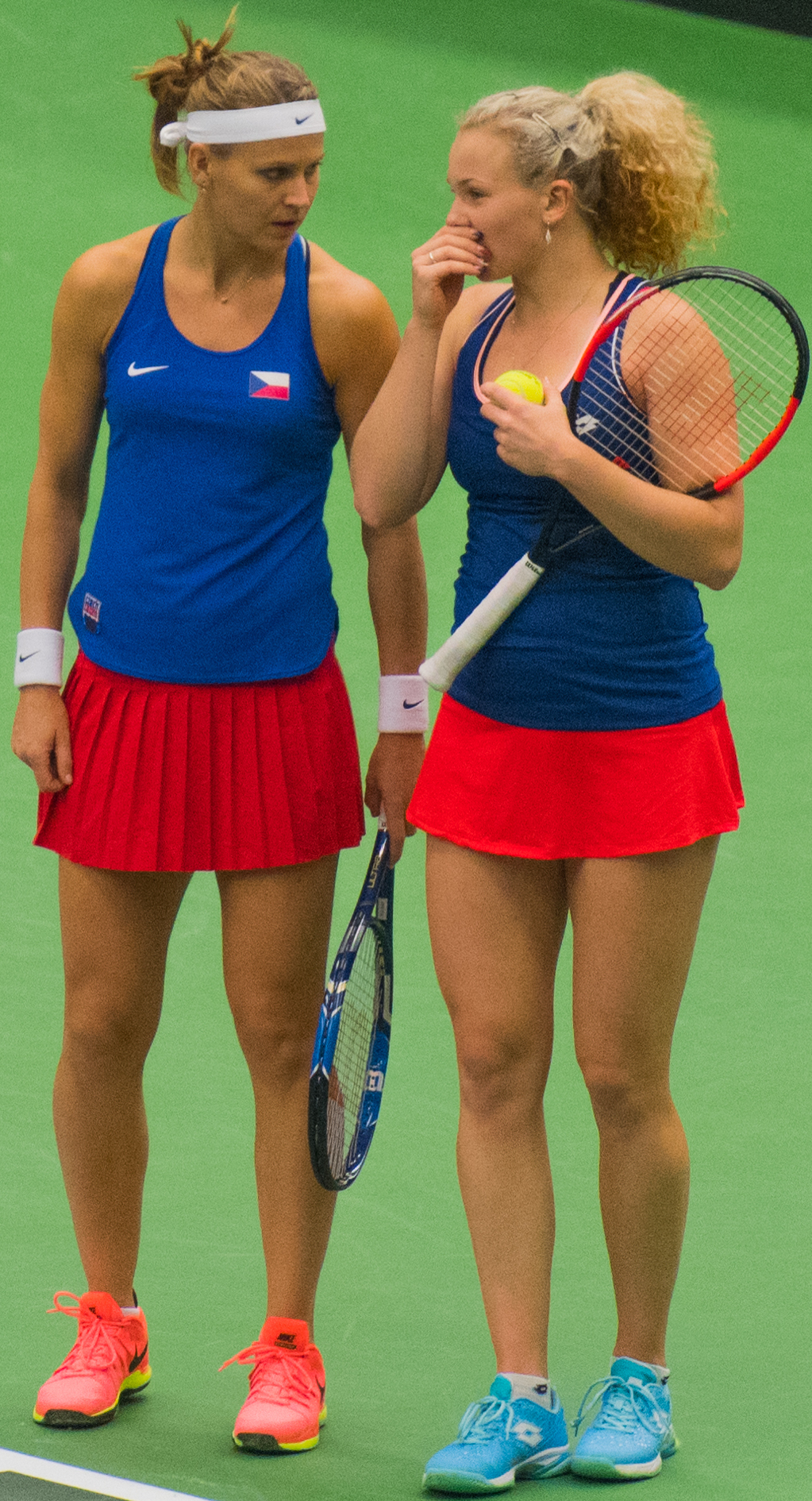
Siniaková (a direita) na Fed Cup de 2017, República Tcheca vs Espanha.

## Representação nacional
Em fevereiro de 2017, ela foi indicada para a equipe tcheca da Fed Cup pela primeira vez pelo capitão Petr Pála por ser a terceira tenista tcheca com melhor classificação (considerando a lesão de Petra Kvitová), depois de Karolína Plíšková e Barbora Strýcová. De qualquer forma, o capitão anunciou eventualmente que Siniaková iria primeiro acumular experiência.
Siniaková junto com Barbora Krejčíková fizeram história para a República Tcheca ao ganhar a medalha de ouro na dupla feminina nos Jogos Olímpicos de Verão de 2020.
Siniaková também fez parte da seleção tcheca nas finais da Billie Jean King Cup 2020-21, em Praga, onde jogou duplas ao lado de Lucie Hradecká. Ela fez parte novamente da equipe tcheca nas finais da Billie Jean King Cup de 2022, realizadas em Glasgow, Escócia. Na fase de grupos, ela se juntou a Markéta Vondroušová para vencer a eliminatória de duplas contra a Polônia e conquistou o ponto da vitória ao derrotar Coco Gauff em simples.

## Finais da WTA

### Duplas 38 finais (22 títulos, 16 vices)
| Legenda                                |
| -------------------------------------- |
| Grand Slam (7–2)                       |
| WTA Tour (1–2)                         |
| Olímpiadas (1–0)                       |
| Premier M & Premier 5 / WTA 1000 (3–3) |
| Premier / WTA 500 (4–4)                |
| International / WTA 250 (6–5)          |

| Finais por piso |
| --------------- |
| Duro (15–13)    |
| Saibro (4–2)    |
| Grama (3–1)     |
| Carpete (0–0)   |

| Posição | N.º | Data                    | Torneio                                 | Categoria     | Piso   | Parceira            | Oponentes                             | Placar                  |
| ------- | --- | ----------------------- | --------------------------------------- | ------------- | ------ | ------------------- | ------------------------------------- | ----------------------- |
| Vice    | 1.  | 3 de agosto de 2014     | Bank of the West Classic, Stanford, EUA | Premier       | Duro   | Paula Kania         | Garbiñe Muguruza Carla Suárez Navarro | 2–6, 6–4, [5–10]        |
| Campeã  | 2.  | 13 de setembro de 2014  | Tashkent Open, Uzbequistão              | International | Duro   | Aleksandra Krunić   | Margarita Gasparyan Alexandra Panova  | 6–2, 6–1                |
| Campeã  | 3.  | 1 de maio de 2015       | Prague Open, Rep. Tcheca                | International | Saibro | Belinda Bencic      | Kateryna Bondarenko Eva Hrdinová      | 6–2, 6–2                |
| Vice    | 4.  | Set. de 2015            | Tashkent Open, Uzbequistão              | International | Duro   | Vera Dushevina      | Margarita Gasparyan Alexandra Panova  | 1–6, 6–3, [3–10]        |
| Vice    | 5.  | Fev. de 2017            | Taiwan Open, Taiwan                     | International | Duro   | Lucie Hradecká      | Chan Hao-ching Chan Yung-jan          | 4–6, 2–6                |
| Vice    | 6.  | Mar. de 2017            | Indian Wells Open, EUA                  | Premier M     | Duro   | Lucie Hradecká      | Chan Yung-jan Martina Hingis          | 6–7 (4–7), 2–6          |
| Vice    | 7.  | Abr. de 2017            | Charleston Open, EUA                    | Premier       | Saibro | Lucie Hradecká      | Bethanie Mattek-Sands Lucie Šafářová  | 1–6, 6–4, [7–10]        |
| Vice    | 8.  | Maio de 2017            | Prague Open, Rep. Tcheca                | International | Saibro | Lucie Hradecká      | Anna-Lena Grönefeld Květa Peschke     | 4–6, 6–7 (3–7)          |
| Vice    | 9.  | Set. de 2017            | US Open, EUA                            | Grand Slam    | Duro   | Lucie Hradecká      | Chan Yung-jan Martina Hingis          | 3–6, 2–6                |
| Vice    | 10. | Jan. de 2018            | Shenzhen Open, China                    | International | Duro   | Barbora Krejčíková  | Simona Halep Irina-Camelia Begu       | 6–1, 1–6, [8–10]        |
| Vice    | 11. | Abr. de 2018            | Miami Open, EUA                         | Premier M     | Duro   | Barbora Krejčíková  | Ashleigh Barty CoCo Vandeweghe        | 2–6, 1–6                |
| Campeã  | 12. | 10 de junho de 2018     | Roland Garros, França                   | Grand Slam    | Saibro | Barbora Krejčíková  | Eri Hozumi Makoto Ninomiya            | 6–3, 6–3                |
| Campeã  | 13. | 14 de julho 2018        | Wimbledon, Reino Unido                  | Grand Slam    | Grama  | Barbora Krejčíková  | Nicole Melichar Květa Peschke         | 6–4, 4–6, 6–0           |
| Vice    | 14. | Out. de 2018            | WTA Finals, Singapura                   | Finals        | Duro   | Barbora Krejčíková  | Tímea Babos Kristina Mladenovic       | 4–6, 5–7                |
| Campeã  | 15. | Jan. de 2019            | Sydney International, Austrália         | Premier       | Duro   | Aleksandra Krunić   | Eri Hozumi Alicja Rosolska            | 6–1, 7–6 (7–3)          |
| Vice    | 16. | Mar. de 2019            | Indian Wells Open, EUA                  | Premier M     | Duro   | Barbora Krejčíková  | Elise Mertens Aryna Sabalenka         | 3–6, 2–6                |
| Campeã  | 17. | Ago. de 2019            | Canadian Open, Canadá                   | Premier 5     | Duro   | Barbora Krejčíková  | Anna-Lena Grönefeld Demi Schuurs      | 7–5, 6–0                |
| Campeã  | 18. | Out. de 2019            | Linz Open, Áustria                      | International | Duro   | Barbora Krejčíková  | Barbara Haas Xenia Knoll              | 6–4, 6–3                |
| Campeã  | 19. | Jan. 2020               | Shenzhen Open, China                    | International | Duro   | Barbora Krejčíková  | Zheng Saisai Duan Yingying            | 6–2, 3–6, [10–4]        |
| Vice    | 20. | Nov. 2020               | Linz Open, Áustria                      | International | Duro   | Lucie Hradecká      | Arantxa Rus Tamara Zidanšek           | 3–6, 4–6                |
| Campeã  | 21. | Fev. de 2021            | Gippsland Trophy, Austrália             | WTA 500       | Duro   | Barbora Krejčíková  | Chan Hao-ching Latisha Chan           | 6–3, 7–6(7–4)           |
| Vice    | 22. | 19 de fevereiro de 2021 | Australian Open, Austrália              | Grand Slam    | Duro   | Barbora Krejčíková  | Elise Mertens Aryna Sabalenka         | 2–6, 3–6                |
| Campeã  | 23. | Maio de 2021            | Madrid Open, Espanha                    | WTA 1000      | Saibro | Barbora Krejčíková  | Gabriela Dabrowski Demi Schuurs       | 6–4, 6–3                |
| Campeã  | 24. | 13 de junho 2021        | Roland Garros, França (2)               | Grand Slam    | Saibro | Barbora Krejčíková  | Bethanie Mattek-Sands Iga Świątek     | 6–4, 6–2                |
| Campeã  | 25. | Ago. de 2021            | Olímpiadas de Tóquio, Japão             | Olímpiadas    | Duro   | Barbora Krejčíková  | Belinda Bencic Viktorija Golubic      | 7–5, 6–1                |
| Campeã  | 26. | Out. de 2021            | Kremlin Cup, Rússia                     | WTA 500       | Duro   | Jeļena Ostapenko    | Nadiia Kichenok Raluca Olaru          | 6–1, 4–6, [10–8]        |
| Campeã  | 27. | Nov de 2021             | WTA Finals, México                      | Finals        | Duro   | Barbora Krejčíková  | Hsieh Su-wei Elise Mertens            | 6–3, 6–4                |
| Campeã  | 28. | Jan de 2022             | Melbourne Summer Set, Austrália         | WTA 250       | Duro   | Bernarda Pera       | Tereza Martincová Mayar Sherif        | 6–2, 6–7(7–9), [10–5]   |
| Campeã  | 29. | 30 de janeiro de 2022   | Australian Open, Austrália              | Grand Slam    | Duro   | Barbora Krejčíková  | Beatriz Haddad Maia Anna Danilina     | 6–7(3–7), 6–4, 6–4      |
| Campeã  | 30. | Junho de 2022           | WTA de Berlim, Alemanha                 | WTA 500       | Grama  | Storm Sanders       | Alizé Cornet Jil Teichmann            | 6–4, 6–3                |
| Campeã  | 31. | Julho de 2022           | Wimbledon, Reino Unido (2)              | Grand Slam    | Grama  | Barbora Krejčíková  | Elise Mertens Zhang Shuai             | 6–2, 6–4                |
| Campeã  | 32. | 11 de setembro de 2022  | US Open                                 | Grand Slam    | Duro   | Barbora Krejčíková  | Caty McNally Taylor Townsend          | 3–6, 7–5, 6–1           |
| Campeã  | 33. | Out. de 2022            | Jasmin Open, Tunísia                    | WTA 250       | Duro   | Kristina Mladenovic | Miyu Kato Angela Kulikov              | 6–2, 6–0                |
| Vice    | 34. | Nov de 2022             | WTA Finals, EUA                         | Finals        | Duro   | Barbora Krejčíková  | Veronika Kudermetova Elise Mertens    | 2–6, 6–4, [9–11]        |
| Vice    | 35. | Jan de 2023             | Adelaide International, Austrália       | WTA 500       | Duro   | Storm Hunter        | Asia Muhammad Taylor Townsend         | 2–6, 6–7 (2–7)          |
| Campeã  | 36. | Janeiro de 2023         | Australian Open, Austrália (2)          | Grand Slam    | Duro   | Barbora Krejčíková  | Shuko Aoyama Ena Shibahara            | 6–4, 6–3                |
| Campeã  | 37. | Março de 2023           | Indian Wells, EUA                       | WTA 1000      | Duro   | Barbora Krejčíková  | Beatriz Haddad Maia Laura Siegemund   | 6–1, 6–7 (3–7), [10–7]  |
| Vice    | 38. | 25 de junho de 2023     | WTA de Berlim, Alemanha                 | WTA 500       | Grama  | Markéta Vondroušová | Luisa Stefani Caroline Garcia         | 6–4, 6–7 (8–10), [4–10] |

### Finais da WTA 125K series

#### Duplas (1–0)
| Posição | N.º | Data                  | Torneio         | Piso     | Parceira        | Oponentes                       | Placar           |
| ------- | --- | --------------------- | --------------- | -------- | --------------- | ------------------------------- | ---------------- |
| Campeã  | 1.  | 3 de novembro de 2014 | Limoges, França | Duro (i) | Renata Voráčová | Tímea Babos Kristina Mladenovic | 2–6, 6–2, [10–5] |

## FinaisjuniordeGrand Slam

### Simples
| Posição | Ano  | Campeonato          | Piso | Oponente   | Placar   |
| ------- | ---- | ------------------- | ---- | ---------- | -------- |
| Vice    | 2013 | Aberto da Austrália | Duro | Ana Konjuh | 3–6, 4–6 |

### Duplas
| Posição | Ano  | Campeonato    | Piso   | Parceira           | Oponentes                             | Placar   |
| ------- | ---- | ------------- | ------ | ------------------ | ------------------------------------- | -------- |
| Campeã  | 2013 | Roland Garros | Saibro | Barbora Krejčíková | Doménica González Beatriz Haddad Maia | 7–5, 6–2 |
| Campeã  | 2013 | Wimbledon     | Gram   | Barbora Krejčíková | Anhelina Kalinina Iryna Shymanovich   | 6–3, 6–1 |
| Campeã  | 2013 | US Open       | Duro   | Barbora Krejčíková | Belinda Bencic Sara Sorribes Tormo    | 6–3, 6–4 |